# Für immer 30
Für immer 30 ist eine deutsche Filmkomödie des Regisseurs Andi Niessner. Der Fernsehfilm wurde erstmals am 25. Februar 2011 auf Das Erste ausgestrahlt. Der von Hofmann & Voges für ARD Degeto produzierte Film erreichte bei seiner Erstausstrahlung 3,21 Mio. Zuschauer und damit einen Marktanteil von 9,8 Prozent.

## Handlung
Dem in die Jahre gekommenen Werbefachmann Timo Wittmann wird überraschend die talentierte Susanne Andersen als Chefin vor die Nase gesetzt. Daraufhin kündigt er seinen Job, heuert jedoch nach einigen Verjüngungsmaßnahmen verkleidet als 30-jähriger Texter namens „Ben Wiesner“ wieder bei der Werbeagentur an, um sich für seine Degradierung zu rächen.
Einzig die Praktikantin Franzi durchschaut die Maskerade und will Wittmann erpressen, indem sie ihm droht, seinen Racheplan auffliegen zu lassen, falls sie nicht neue Texterin im Team wird. Wittmann verliebt sich zu allem Überfluss in seine neue Chefin und will dem Verwechslungsspiel nun schnell ein Ende bereiten. Jedoch verabreicht Franzi der neuen Chefin ein starkes Beruhigungsmittel und befördert so „Ben Wiesner“ in die Führungsposition. Da er sich verliebt hatte gesteht Wittmann seiner Geliebten die ganze Geschichte und erhält dafür eine Ohrfeige. Auch sein bester Kumpel Achim hat die egozentrischen Touren satt und verschwindet. Zusammen mit seiner Tochter und deren Freundin kann Timo Wittmann einen Mercedes-Oldtimer flottmachen als Geschenk an Achim, der sich sehr darüber freut. Nun in wesentlich kleineren Räumlichkeiten versucht Wittmann einen Neuanfang mit einer eigenen Agentur. Und sogar seine Angebetete erscheint und küsst ihn schließlich.

## Kritiken
„Die Versatzstücke mögen nicht neu sein, doch die Geschichte hat großen Unterhaltungswert.“

„Die Besetzung ist für eine ARD-Freitagskomödie schon ziemlich optimal. Felix Eitner ist fast eine Idealbesetzung (dass seine Verkleidungsshow nicht recht aufgeht, liegt nicht an ihm), und Jürgen Tarrach als bester Freund chargiert wacker durch die wohlbekannten Komödien-Klischees. Auch alle Nebenfiguren sind ‚kreativ‘ besetzt. […] Fazit: Weil Läuterung und Liebe sich allzu penetrant in den Vordergrund schieben und dabei das strukturelle Komödien-Handwerk vernachlässigt wird, unterhält ‚Für immer 30‘ weit unter seinen Möglichkeiten.“

„Es gibt wenig in dieser – bis aufs letzte Viertel – äußerst temporeich inszenierte Chaos-Komödie, was man nicht schon in anderen Filmen gesehen hätte – und das nicht nur bei Travestie-Klassikern wie 'Tootsie' oder 'Mrs. Doubtfire – Das stachelige Kindermädchen'. Trotzdem folgt man den vorhersehbaren Handlungswendungen mit großem Vergnügen und lächelt über so manche augenzwinkernde Anspielung.“

## Belege
1. ↑  Tilmann P. Gangloff: Für immer 30. In: kino.de. Abgerufen am 17. Juli 2011.
2. ↑  Rainer Tittelbach: Für immer 30. In: tittelbach.tv. Abgerufen am 17. Juli 2011 (Bewertung: 3,5 von 6 Sternen).
3. ↑  Kritik bei monstersandcritics.de